# Federação Paulista de Futebol
A Federação Paulista de Futebol (FPF), fundada em 22 de abril de 1941, é a entidade máxima do futebol no estado de São Paulo e, como membro filiado à Confederação Brasileira de Futebol (CBF), é responsável por organizar todos os torneios oficiais que envolvam as equipes do estado, como o Campeonato Paulista, a Copa Paulista de Futebol, as competições de base, tal qual a Copa São Paulo de Futebol Júnior, principal competição da categoria no país, além dos torneios equivalentes femininos, como o Campeonato Paulista Feminino.

## Membros Fundadores
Membros Fundadores da Federação Paulista de Futebol listados por ordem de fundação:
 Clube Atlético Ypiranga (1906)
 Sport Club Corinthians Paulista (1910)
 Santos Futebol Clube (1912)
 Sociedade Esportiva Palmeiras (1914)
 Jabaquara Atlético Clube (1914)
 Associação Atlética Portuguesa (1917)
 Nacional Atlético Clube (1919)
 Associação Portuguesa de Desportos (1920)
 Clube Atlético Juventus (1924)
 São Paulo Futebol Clube (1930)
 Comercial Futebol Clube (1939)

## Competições
A FPF é a organizadora e responsável pelas seguintes competições:
- Campeonato Paulista de Futebol
  - Campeonato Paulista - Série A1 (Primeira Divisão)
    - Supercampeonato Paulista *Extinto
    - Campeonato Paulista Extra *Extinto

  - Campeonato Paulista - Série A2 (Segunda Divisão)
  - Campeonato Paulista - Série A3 (Terceira Divisão)
  - Campeonato Paulista - Série A4 (Quarta Divisão)
  - Campeonato Paulista - Segunda Divisão (Quinta Divisão)
  - Campeonato Paulista - Série B3 (Sexta Divisão) *Extinto
    - Competições Relacionadas

  - Taça Independência
  - Troféu do Interior Paulista *Extinto
  - Taça Piratininga *Extinto
  - Taça Competência *Extinto
    - Outras Modalidades

  - Campeonato Paulista de Aspirantes *Extinto
  - Campeonato Paulista de Segundos Quadros *Extinto
    - Categorias de Base

  - Campeonato Paulista Sub-20 - Série A
  - Campeonato Paulista Sub-20 - Série B
  - Campeonato Paulista Sub-20 - 3ª Divisão *Extinto
  - Campeonato Paulista Sub-17
  - Campeonato Paulista Sub-15
  - Campeonato Paulista Sub-14
  - Campeonato Paulista Sub-13
  - Campeonato Paulista Sub-12
  - Campeonato Paulista Sub-11
    - Feminino

  - Campeonato Paulista Feminino
  - Campeonato Paulista Feminino - Divisão Especial
    - Categorias de Base Feminino

  - Campeonato Paulista Feminino Sub-20
  - Campeonato Paulista Feminino Sub-17
  - Campeonato Paulista Feminino Sub-15
  - Festival Paulista Feminino Sub-14
  - Festival Paulista Feminino Sub-12
    - Divisão Amadora

  - Campeonato Paulista Amador
  - Campeonato Municipal Amador de São Paulo

- Copas
  - Copa Paulista
  - Copa 90 anos de Futebol *Extinto
  - Copa Bandeirantes *Extinto
  - Copa Energil C *Extinto
    - Categorias de Base

  - Copa São Paulo de Futebol Júnior
    - Feminino

  - Copa Paulista Feminina
  - Taça Paulistana Feminina
  - Brasil Ladies Cup
    - Categorias de Base Feminino

  - Copa São Paulo de Futebol Feminino Júnior

- Outras Competições
  - Torneio Início Paulista *Extinto
  - Torneio Extra Paulista *Extinto
  - Taça Cidade de São Paulo *Extinto
  - Taça Charles Miller *Extinto
  - Torneio Prefeito Lineu Prestes *Extinto
  - Torneio Roberto Gomes Pedrosa (paulista) *Extinto
  - Torneio José Ermirio de Moraes Filho *Extinto
  - Torneio Laudo Natel *Extinto
  - Taça Governador do Estado de São Paulo *Extinto
- Competições organizadas em conjunto com outras Federações
  - Torneio Rio-São Paulo *Extinto
  - Taça dos Campeões Rio-São Paulo *Extinto
  - Recopa Sul-Brasileira *Extinto

## Relação de Presidentes
| - Ubirajara Pamplona (1941) - Taciano de Oliveira (1941 a 1943) - Getúlio Vargas Filho (1943) - Antônio Carlos Guimarães (1943 a 1945) - Antonio Feliciano (1945 a 1947) - Roberto Gomes Pedrosa (1947 a 1954) - Mário Frugiuelle (1954 a 1955) - João Mendonça Falcão (1955 a 1970) | - José Ermírio de Moraes Filho (1970 a 1976) - Alfredo Metidieri (1976 a 1979) - Nabi Abi Chedid (1979 a 1982) - José Maria Marin (1982 a 1988) - Eduardo José Farah (1988 a 2003) - Marco Polo Del Nero (2003 a 2015) - Reinaldo Carneiro Bastos (desde 2015) |

## Ranking da CBF
| Posição | Posição | Clube               | Pontos | Brasileirão 2025 |
| Atual   | Em 2024 | Clube               | Pontos | Brasileirão 2025 |
| ------- | ------- | ------------------- | ------ | ---------------- |
| 2.º     | (1)     | São Paulo           | 14.832 | Série A          |
| 3.º     | (1)     | Palmeiras           | 14.536 | Série A          |
| 4.º     | (2)     | Corinthians         | 13.802 | Série A          |
| 14.º    | (1)     | Red Bull Bragantino | 9.436  | Série A          |
| 16.º    | (4)     | Santos              | 9.264  | Série A          |
| 32.º    | (10)    | Botafogo-SP         | 4.081  | Série B          |
| 33.º    | (1)     | Ponte Preta         | 4.075  | Série C          |
| 34.º    | (2)     | Ituano              | 3.953  | Série C          |
| 37.º    | (9)     | Mirassol            | 3.820  | Série A          |
| 38.º    | (4)     | Guarani             | 3.810  | Série C          |
| 39.º    | (6)     | Novorizontino       | 3.645  | Série B          |
| 60.º    | (16)    | São Bernardo        | 1.776  | Série C          |
| 65.º    | (5)     | Ferroviária         | 1.542  | Série B          |
| 96.º    | (6)     | Inter de Limeira    | 789    | Série D          |
| 98.º    | (2)     | Santo André         | 739    | —                |
| 101.º   | (36)    | Oeste               | 685    | —                |
| 116.º   | (116)   | Água Santa          | 505    | Série D          |
| 153.º   | (153)   | São José-SP         | 255    | —                |
| 168.º   | (10)    | XV de Piracicaba    | 229    | —                |
| 181.º   | (76)    | São Bento           | 214    | —                |
| 205.º   | (18)    | Marília             | 150    | —                |
| 208.º   | (208)   | Portuguesa Santista | 125    | —                |
| 213.º   | (18)    | Portuguesa          | 102    | Série D          |
| 224.º   | (29)    | São Caetano         | 51     | —                |

| Posição | Posição | Pontos |
| Atual   | Em 2024 | Pontos |
| ------- | ------- | ------ |
| 1.º     | Estável | 92.416 |